# Dzwon Wolności

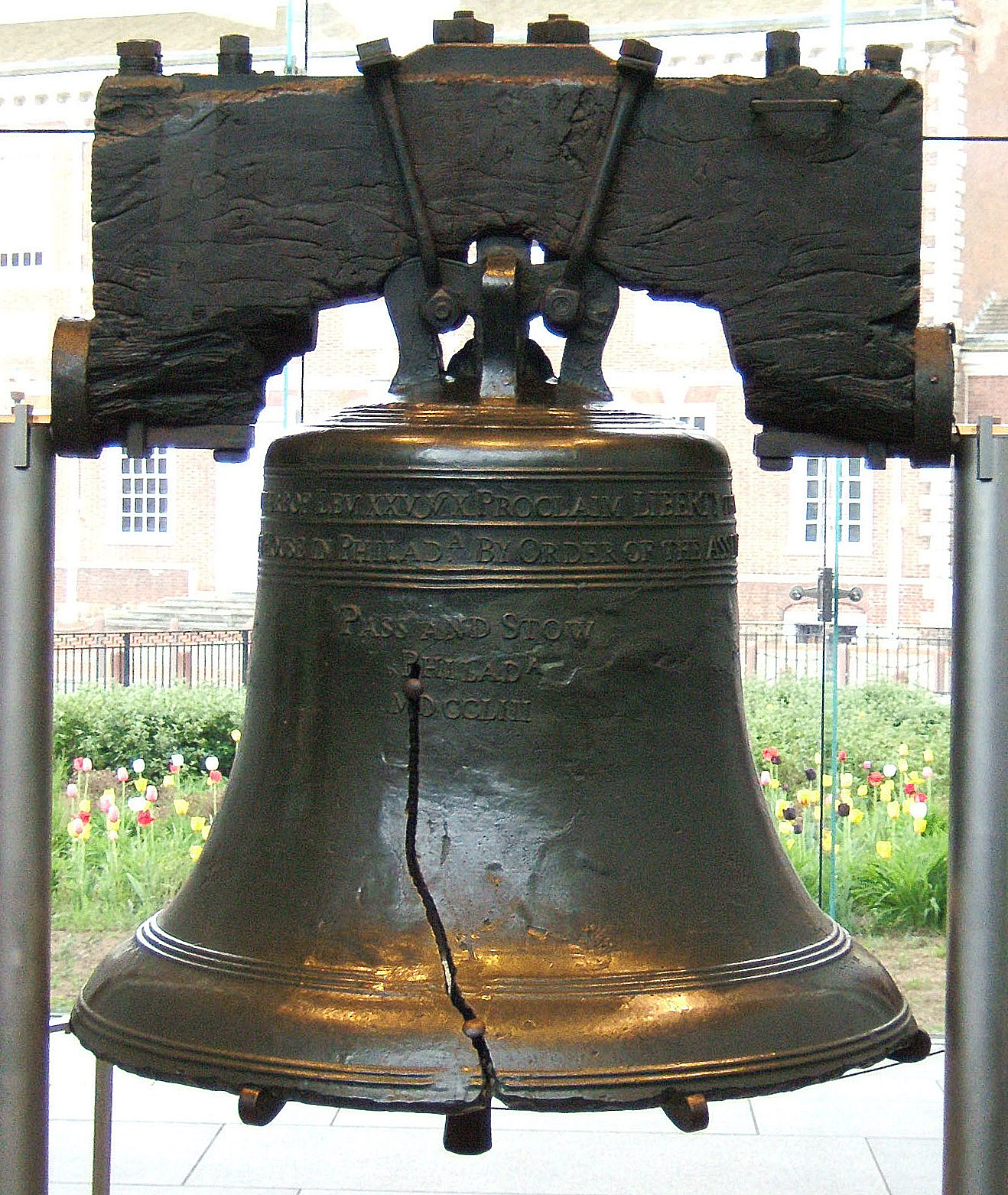
Dzwon Wolności

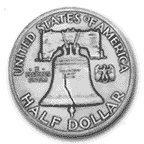
Ilustracja Dzwonu Wolności na monecie półdolarowej z lat 1948–1963

Dzwon Wolności (ang. Liberty Bell) – historyczny dzwon, symbol wojny o niepodległość Stanów Zjednoczonych. Dzwon jest obecnie eksponatem muzealnym w Filadelfii, a mieszczący go budynek jest częścią Independence National Historical Park zarządzanego przez National Park Service.

## Inskrypcja
Na dzwonie widnieje inskrypcja o treści:

Proclaim LIBERTY throughout all the Land unto all the inhabitants thereof.

pochodząca z Biblii, z Księgi Kapłańskiej (rozdział 25, wiersz 10). Zgodnie z Biblią Tysiąclecia przetłumaczyć ją można jako

Oznajmijcie wyzwolenie w kraju dla wszystkich jego mieszkańców.

Przez lata interpretacja znaczenia słów widniejących na inskrypcji ulegała zmianom. Dzwon został zamówiony w 1751 przez zgromadzenie stanowe Pensylwanii a inskrypcja miała odzwierciedlać prawa mieszkańców Pensylwanii do współtworzenia praw oraz nadanej im przez Williama Penna wolności wyznawania religii. Jako oficjalny dzwon stanowego parlamentu Pensylwanii przez lata wielokrotnie oznajmiał ważne wydarzenia publiczne.
Dzwon po raz pierwszy został nazwany Dzwonem Wolności przez grupę działaczy próbującą znieść niewolnictwo. W latach 30. XIX wieku abolicjoniści zainspirowani widniejącą na nim inskrypcją przyjęli go jako symbol swojej walki o prawo do wolności.
Pod koniec XIX wieku dzwon podróżował po Stanach Zjednoczonych na wystawach i pokazach, pomagając łagodzić podziały zaognione podczas wojny secesyjnej. Przypominał o wcześniejszym okresie w historii Stanów Zjednoczonych, gdy Amerykanie wspólnie walczyli o uzyskanie niepodległości. Ostatecznie w 1915 dzwon na stałe powrócił do Filadelfii, gdzie od tego czasu pozostaje (2020).

## Podstawowe dane
Pierwotny dzwon został odlany w Londynie, jednak niedługo po przywiezieniu go do Filadelfii pękł. Miejscowi rzemieślnicy John Pass i John Stow odlali nowy dzwon w 1753 używając metalu z pierwszego dzwonu. Ich nazwiska są widoczne na przedniej części dzwonu wraz z nazwą miasta i rokiem odlania. W 1846 naprawiono kolejne pęknięcie i 22 lutego dzwon zadzwonił z okazji urodzin George’a Washingtona, jednak pękł ponownie i od tego czasu nie był już używany.
Dzwon waży ponad 900 kilogramów i odlany jest ze stopu, w skład którego wchodzi 70% miedzi, 25% cyny oraz mniejsze ilości ołowiu, cynku, złota oraz srebra. Umieszczony jest na obejmie zbudowanej z drewna wiązowego, która jest uważana za oryginalną.
W Polsce wierną kopię Dzwonu Wolności można zobaczyć na terenie Wyższej Szkoły Biznesu - National Louis Uniwersity w Nowym Sączu. 